# La Souris blanche (film, 1911)
Pour les articles homonymes, voir La Souris blanche.
Pour plus de détails, voir Fiche technique et Distribution.
La Souris blanche est un film muet français réalisé par Louis Feuillade, sorti en 1911. 
Il fait partie de la série La Vie telle qu'elle est, une série de films réalisés par Louis Feuillade entre 1911 et 1913, des drames marqués par un certain réalisme dont le but était d'illustrer une morale et d'émouvoir le public.

## Fiche technique
- Titre : La Souris blanche
- Réalisation : Louis Feuillade
- Photographie : Georges Guérin
- Société de production : Société des Établissements L. Gaumont
- Pays d'origine :  France
- Langue : film muet avec les intertitres en français
- Métrage : 313 m
- Format : Noir et blanc — 35 mm — 1,33:1 — Muet
- Genre : Film dramatique
- Durée : 10 minutes 30
- Date de sortie : 
  -  France - 1911

## Distribution
- Marie Dorly
- Renée Carl : La gérante du cabaret
- Jean Aymé
- Alice Tissot : Noémie